# Aribert Grimmer
Aribert Alwin Franz Hermann Grimmer (* 24. September 1900 in Gröbzig, Kreis Köthen; † 11. Februar 1963 in West-Berlin) war ein deutscher Schauspieler, eine vielbeschäftigte Charaktercharge im Film des Dritten Reichs und der frühen DEFA-Zeit.

## Leben
Aribert Grimmer hat nach dem Ersten Weltkrieg rund ein Jahrzehnt in den verschiedensten Berufen, darunter Schlosser und Seemann gearbeitet, ehe er nach einer Schauspielausbildung in Leipzig auf die Bühne trat. Sein erstes festes Engagement führte ihn 1928 ans Landestheater Kaiserslautern. Im Jahr darauf ging er nach Koblenz. 1932 wechselte Grimmer zum „Wallner-Theater“ in Berlin, zwei Jahre darauf gab er sein Filmdebüt.
Bis 1941 war Grimmer eine viel beschäftigte Filmcharge. Er spielte Klein- bis Kleinstrollen in Unterhaltungsfilmen unterschiedlicher Couleur, darunter auch mehrere Tendenzstoffe wie Friesennot (1935), Menschen ohne Vaterland (1937) und Ohm Krüger (1941). Man sah ihn unter anderem als Gendarm in Robert und Bertram, als Möbelpacker in Paradies der Junggesellen, als Schmied in Der Kleinstadtpoet, als Vorarbeiter in Verdacht auf Ursula und als Autofahrer in Was geschah in dieser Nacht?.
Zeitgleich blieb er den Berliner Bühnen „Komödie“, „Theater am Kurfürstendamm“ und „Theater der Jugend“ treu. Seine bis dahin eher glanzlos verlaufende Karriere bekam einen Schub, als man ihm 1940 die Intendanz des Stadttheaters der deutsch besetzten polnischen Stadt Lublin anbot. Bis zur Befreiung durch die Rote Armee 1944 blieb Grimmer in der ostpolnischen Stadt, dann setzte er sich ins Reich ab.
Bei Kriegsende in Berlin fand Grimmer mit der Rolle des Altbauern Melzig in der Bodenreform-Propaganda Freies Land schnell wieder Anschluss ans Filmgeschehen. 1946 wurde er zum Intendanten des „Kurtheaters“ von Bad Freienwalde (Oder) berufen. Weitere Verpflichtungen führten ihn als Schauspieler an Berlins „Volksbühne“ und an das „Deutsche Theater“. Ebenso wie Grimmer einst beim NS-Film in politisch eingefärbten Rollen wirkte, sah man ihn bei der DEFA nunmehr als Kleindarsteller in zum Teil massiv tendenziösen Produktionen. Zuletzt blieb der im Westen Berlins im Bezirk Wilmersdorf ansässige Grimmer ohne Arbeit.

## Filmografie
- 1934: Nur nicht weich werden, Susanne!
- 1935: Friesennot
- 1935: Ich war Jack Mortimer
- 1935: Mazurka
- 1935: Die lustigen Weiber
- 1936: Der Abenteurer von Paris
- 1936: Moral
- 1936: Ritt in die Freiheit
- 1936: Die Nacht mit dem Kaiser
- 1936: Pan
- 1936: Sein bester Freund
- 1937: Condottieri
- 1937: Der Mann, der Sherlock Holmes war
- 1937: Menschen ohne Vaterland
- 1937: Frau Sylvelin
- 1937: Der Maulkorb
- 1937: Ein Volksfeind
- 1938: Schüsse in Kabine 7
- 1938: Urlaub auf Ehrenwort
- 1938: Kautschuk
- 1938: Fracht von Baltimore
- 1938: Pour le Mérite
- 1938: Im Namen des Volkes
- 1938: Der grüne Kaiser
- 1939: Robert und Bertram
- 1939: Paradies der Junggesellen
- 1939: Ein hoffnungsloser Fall
- 1939: Flucht ins Dunkel
- 1939: Kennwort Machin
- 1939: Verdacht auf Ursula
- 1939: Das Lied der Wüste
- 1939: Wir tanzen um die Welt
- 1940: Frau nach Maß
- 1940: Der Kleinstadtpoet
- 1941: Ohm Krüger
- 1941: Was geschah in dieser Nacht?
- 1946: Freies Land
- 1948: Grube Morgenrot
- 1949: Die Brücke
- 1950: Bürgermeister Anna
- 1950: Der Auftrag Höglers
- 1950: Die Jungen vom Kranichsee
- 1950: Saure Wochen – frohe Feste
- 1951: Die Sonnenbrucks
- 1951: Corinna Schmidt
- 1952: Schatten über den Inseln
- 1952: Das verurteilte Dorf
- 1952: Jacke wie Hose
- 1953: Anna Susanna
- 1953: Die Störenfriede
- 1954: Das geheimnisvolle Wrack
- 1954: Der Fall Dr. Wagner
- 1954: Stärker als die Nacht
- 1954: Pole Poppenspäler
- 1954: Hexen
- 1954: Der Teufel vom Mühlenberg
- 1955: 52 Wochen sind ein Jahr
- 1955: Thomas Müntzer – Ein Film deutscher Geschichte
- 1955: Ein Polterabend
- 1957: Die Hexen von Salem
- 1957: Spur in die Nacht

## Theater
- 1951: Juri Burjakowski: Julius Fucik (Eisenbahner Jelinek) – Regie: Wolfgang Langhoff (Deutsches Theater Berlin)

## Hörspiele
- 1952: Friedrich Karl Kaul/Günther Cwojdrak: Chicago 1886 – Regie: Gottfried Herrmann (Berliner Rundfunk)
- 1954: Johannes R. Becher: Die Winterschlacht – Regie: Hedda Zinner (Rundfunk der DDR)
- 1955: Anna Seghers: Das siebte Kreuz (Hermann) – Regie:Hedda Zinner (Rundfunk der DDR)
- 1957: Bernhard Seeger: Wo die Nebel weichen – Regie: Lothar Dutombé (Rundfunk der DDR)